# فقهاء حجلات (أرحب)

تعديل مصدري - تعديل

فقهاء حجلات هي إحدى قرى عزلة بني على بمديرية أرحب التابعة لمحافظة صنعاء، بلغ تعداد سكانها 336 نسمة حسب تعداد اليمن لعام 2004.